# Трансформери: Останній лицар
«Трансформери: Останній лицар» (англ. Transformers: The Last Knight) — американський науково-фантастичний фільм-екшн, знятий Майклом Беєм на основі лінії іграшок «Трансформери». Прем'єра стрічки в Україні відбулася 22 червня 2017 року.
Фільм розповідає про людей та трансформерів, які стикаються з новою загрозою для Землі. Автоботи й Десептикони лишилися без лідерів і перебувають на Землі поза законом. Тим часом рідна планета трансформерів Кібертрон прямує в Сонячну систему і єдиним засобом спинити її виявляється жезл, у давнину відданий на зберігання лицарям Круглого столу.

## У ролях

### Люди
| Актор            | Роль              |
| ---------------- | ----------------- |
| Марк Волберґ     | Кейд Єґер         |
| Джош Демел       | Вільям Леннокс    |
| Джон Туртурро    | Сеймур Сіммонс    |
| Ізабела Монер    | Ізабелла          |
| Ентоні Гопкінс   | сер Едмунд Бертон |
| Лора Геддок      | Вівіан Вемблі     |
| Сантьяго Кабрера | Сантос            |
| Стенлі Туччі     | Мерлін            |
| Ліам Ґерріґан    | Король Артур      |

### Трансформери
| Актор         | Роль                   |
| ------------- | ---------------------- |
| Пітер Каллен  | Оптімус Прайм          |
| Френк Велкер  | Меґатрон               |
| Джемма Чан    | Квінтесса              |
| Ерік Аадал    | Бамблбі                |
| Омар Сі       | Hot Rod                |
| Ватанабе Кен  | Дріфт                  |
| Джон Гудмен   | Hound                  |
| Джон ДіМаджіо | Crosshairs, Нітро Зевс |

## Сюжет
У часи короля Артура, в V столітті, чарівник Мерлін вирушає шукати підмогу в боротьбі проти варварів. Він вирушає до розбитого корабля трансформерів. Вцілілий робот, лицар Іакона, вручає Мерліну жезл і посилає на допомогу Артуру механічного дракона. Але також він передбачає, що колись прийде велике зло, єдиним захистом від якого стане жезл.
В наш час трансформери продовжують прибувати на Землю. Оптимус Прайм вирушив шукати своїх творців і зник, а Меґатрон переховується. Без лідерів Автоботи й Десептикони перебувають в анархії, спеціальні загони СВТ (Служба винищення трансформерів) вислідковують їх і знищують. Група дітлахів пробирається в охоронювану зону в Чикаго, де відбувалася битва з трансформерами. Вони знаходять збитий корабель, але опиняється під прицілом земного робота СВТ. Їх рятує дівчинка Ізабелла з її ручним роботом Скрипсом, та чоловік Кейд Єгер, які допомагають Автоботам. Вони знаходять пораненого трансформера, що хоче віддати Єгеру талісман, але той відмовляється від подарунку. Кейда оточують війська, та тут на допомогу приходять трансформери Бамблбі та Гаунд. Колишній член NEST Вільям Леннокс переконує СВТ відпустити їх. Єгер виявляє в своєму авто талісман і вирушає до свого сховку.
Військові перехоплюють розмову Меґатрона з Барикадою про жезл, який ті описують як наймогутнішу зброю. Тим часом Оптимус натрапляє в космосі на руїни рідної планети Кібертрон. Там його зустрічає металічна істота Квінтесса — творець трансформерів. Квінтесса винить Оптимуса в загибелі планети та зобов'язує служити їй. Вона стверджує, що в давнину дванадцять лицарів викрали у неї жезл, з допомогою якого можливо відродити Кібертрон.
Єгер прибуває на звалище, де переховуються вцілілі Автоботи, за котрими було лишено наглядати безробітного Джиммі. Один з роботів, Дейтрейдер, впізнає талісман і вважає це ознакою кінця світу. Ізабелла прибуває слідом за Єгером, оскільки її дім було зруйновано. Кейд, дізнавшись що дівчинка осиротіла, вирішує лишити її в себе, до того ж вона знає як допомагати роботам. У цей час по всій планеті з-під землі з'являються схожі на роги конструкції, що ростуть з дня у день. Вільям Леннокс і СВТ укладають угоду з Меґатроном, щоб він звільнив агентів ЦРУ з полону Десептиконів, а натомість йому віддадуть ув'язнених роботів, які складуть команду аби добути талісман Єгера. Отримавши спільників, Меґатрон вирушає на звалище за талісманом. Єгер влаштовує пастку, заклавши на шляху вибухівку. Коли Скрипс та Ізабелла опиняється перед Меґатроном, талісман перетворюється на механічного павука, що прикріплюється Кейдові до руки. Вибух не дає очікуваного ефекту, Автоботи вступають в бій з десаптиконами, невдовзі прилітають бойові дрони СВТ. Кейд переховується від них і його знаходить Автобот-дворецький на ім'я Шпиця. Він каже, що Єгер повинен вирушити в Англію і це пов'язано з талісманом. Повагавшись, Кейд погоджується. Поки це відбувається, спецслужби виявляють наближення до Землі Кібертрона. До зіткнення лишається менше трьох діб і відвернути його неможливо. Квінтесса пояснює Оптимусу — Земля є велетенським трансформером Юнікроном, ворожим до Кібертрона. Якщо з допомогою жезла висмоктати з Юнікрона енергію, це відродить Кібертрон, але Земля загине. Оптимус, відчуваючи вину за занепад своєї цивілізації, погоджується добути жезл. Квінтесса нарікає Оптимуса Прайма Немезис Праймом, після чого відправляє на планету людей.
У Англії трансформер Хот Род викрадає дослідницю Вівіан Вемблі та привозить її до замку сера Едмунда Бартона. Туди ж прибуває Кейд і хоче дізнатися навіщо він потрібен там. Бартон розповідає про орден Вітвіканців, що походить від Мерліна, куди входили відомі історичні діячі, котрі знали про існування трансформерів. Лицарі Іакона, побачивши в лицарях Круглого столу якими чеснотами можуть володіти люди, запрограмували жезл слухатися чесних і відважних нащадків Мерліна. Саме такими є Кейд і Вівіан, тому їм належить знайти жезл, схований батьком Вемблі в її будинку. Та керувати ним зможе тільки Вівіан, оскільки вона незаймана. СВТ знаходять замок, Кейд з Вівіан поспіхом беруться шукати жезл (втім, родички Вівіан думають, що ті займаються сексом). Едмунд за допомоги свого агента, шахраюватого Сантоса, розшукує стародавню книгу, в якій описано, що Земля — це Юнікрон, і Квінтесса прагне добути його енергію. Сантос здогадується, що «роги» Юнікрона в давнину розташовувалися по колу, в центрі якого знаходиться Стоунхендж і місце для установки жезла. Вівіан відшукує записки батька, які вказують, що жезл сховано в могилі Мерліна на дні океану. Едмунд приводить Кейда з Вівіан і Шпицею на субмарину-трансформера. Бартон повертається в замок, аби затримати переслідувачів з СВТ. Решта ж занурюються за вказаними координатами, де бачать затонулий кібертронський зореліт. Кейд, Вівіан і Шпиця знаходять гробницю, в цей час Кібертрон долітає до Землі.
Доторк Вівіан піднімає труну Мерліна, в якій лежить жезл. Але це також пробуджує охоронців, а слідом прибувають субмарини СВТ. Єгер не вірить, що жезл допоможе, та коли Вівіан бере його в руки, жезл активується, змушуючи зореліт злетіти на поверхню води. На борт вривається Немезис Прайм з вимогою віддати артефакт йому. Бамблбі намагається зупинити Прайма, та Немезис, задурманений Квінтессою, готовий убити всіх на своєму шляху. Бамблбі каже, що віддав би життя за нього навіть зараз і це повертає Прайму ясність розуму. Та в цю мить прилітає Меґатрон зі своїми спільниками і відбирає жезл. Охоронці артефакта повстають проти Прайма, тоді талісман Єгера перетворюється на меч, яким той зупиняє охоронців. Лідер Автоботів визнає свою помилку і обіцяє знищити Квінтессу.
Кібертрон закидає якорі на Землю та піднімає Стоунхендж, щоб Меґатрон помістив туди жезл. Взявши корабель Автоботів, Єгер з Вівіан та військовими під командуванням Леннокса вирушає навздогін. У спробі зупинити Меґатрона гине Едмунд. Оптимус береться зупинити Десептиконів, а Вівіан доручає забрати жезл. Енергія від Юнікрона починає надходити на Кібертрон, що загрожує охолодити земне ядро і тим самими позбавити світ магнітного поля. Земні бійці з Автоботами штурмують Стоунхендж. Вемблі з Бартоном вирішують стрибнути на споруду разом. Оптимус долає Меґатрона, викинувши його з підвішеної платформи. Вівіан вириває жезл зі Стоунхенджу, проте він обвалюється. Оптимус підхоплює її та Єгера і відвозить подалі від місця падіння.
Оптимус проголошує, що люди і трансформери повинні працювати разом, щоб відновити і Землю і Кібертрон. Він закликає всіх трансформерів, які ще перебувають у космосі, вирушити додому. Проте він також нагадує, що під поверхнею Землі досі спить Юнікрон. У сцені після титрів Квінтесса, замаскована під людську жінку, прибуває до місця досліджень «рогу» Юнікрона. Вона радить ученому не турбувати сплячого й обіцяє підказати як його знищити.

## Виробництво
Зйомки фільму почались 25 травня 2016 року в Гавані.

## Випуск

### Маркетинг
Перший тизер-трейлер було оприлюднено 5 грудня 2016 року.